# Wereldkampioenschappen schietsport 2018
De wereldkampioenschappen schietsport 2018 vonden plaats van 2 tot en met 14 september 2018 in Changwon, Zuid-Korea. Korea organiseerde de kampioenschappen voor de tweede maal, en is het enige Aziatische land dat het toernooi georganiseerd heeft. Een totaalaantal van ongeveer vierduizend atleten nam deel aan de kampioenschappen, afkomstig uit honderdtwintig landen. Zij namen deel aan 94 onderdelen. De Volksrepubliek China eindigde bovenaan de medaillespiegel, gevolgd door gastland Zuid-Korea.
De kwalificatieperiode voor de Olympische Zomerspelen 2020 in Tokio begon bij deze wereldkampioenschappen. Zestig quotaplaatsen werden in Changwon verdeeld, waarvan twaalf plaatsen in de gemengde onderdelen. Het olympische gastland Japan was reeds automatisch gekwalificeerd op de meeste onderdelen, maar daarnaast dwongen twintig andere landen op deze wereldkampioenschappen ook quotaplaatsen op de diverse olympische onderdelen af.
Op de wereldkampioenschappen werden op seniorniveau dertien wereldrecords geschoten. Dit waren voornamelijk records op de nieuwere teamonderdelen.

## Resultaten per onderdeel
Vrouwen
| onderdeel                       | Goud                                             | Goud                | Goud        | Zilver                                                      | Zilver           | Zilver    | Brons                                                      | Brons               | Brons     |
| onderdeel                       | naam                                             | land                | resultaat   | naam                                                        | land             | resultaat | naam                                                       | land                | resultaat |
| ------------------------------- | ------------------------------------------------ | ------------------- | ----------- | ----------------------------------------------------------- | ---------------- | --------- | ---------------------------------------------------------- | ------------------- | --------- |
| 10 m luchtpistool               | Anna Korakaki                                    | Griekenland         | 241,1       | Zorana Arunović                                             | Servië           | 239,8     | Kim Bo-mi                                                  | Zuid-Korea          | 218,8     |
| 10 m luchtpistool team          | Jiang Ranxin Wang Qian Ji Xiaojing               | China               | 1739 WR     | Kim Min-jung Kim Bo-mi Kwak Jung-hye                        | Zuid-Korea       | 1734      | Vitalina Batsarasjkina Margarita Lomova Svetlana Medvedeva | Rusland             | 1720      |
| 25 m pistool                    | Olena Kostevytsj                                 | Oekraïne            | 37SO        | Vitalina Batsarasjkina                                      | Rusland          | 37        | Doreen Vennekamp                                           | Duitsland           | 31        |
| 25 m pistool team               | Jiang Ranxin Lin Yuemei Yao Yushi                | China               | 1746 69x    | Lee Jung-eun Kim Min-jung Kwak Jung-hye                     | Zuid-Korea       | 1746 64x  | Monika Karsch Doreen Vennekamp Michelle Skeries            | Duitsland           | 1744      |
| 10 m luchtgeweer                | Im Ha-na                                         | Zuid-Korea          | 251,1       | Anjum Moudgil                                               | India            | 248,4     | Jung Eun-hea                                               | Zuid-Korea          | 228,0     |
| 10 m luchtgeweer team           | Im Ha-na Jung Eun-hea Keum Ji-hyeon              | Zuid-Korea          | 1886,2 WR   | Anjum Moudgil Apurvi Chandela Mehuli Ghosh                  | India            | 1879,0    | Isabella Straub Selina Gschwandtner Julia Simon            | Duitsland           | 1878,4    |
| 50 m geweer liggend             | Seonaid McIntosh                                 | Verenigd Koninkrijk | 623,9       | Isabella Straub                                             | Duitsland        | 623,9     | Daniela Pešková                                            | Slowakije           | 623,3     |
| 50 m geweer liggend team        | Isabella Straub Amelie Kleinmanns Jaqueline Orth | Duitsland           | 1871,4 WR   | Stine Nielsen Rikke Ibsen Stephanie Grundsoee               | Denemarken       | 1851,2    | Seonaid McIntosh Jennifer McIntosh Zoe Bruce               | Verenigd Koninkrijk | 1850,6    |
| 50 m geweer drie posities       | Joelia Karimova                                  | Rusland             | 461,1       | Isabella Straub                                             | Duitsland        | 459,5     | Snježana Pejčić                                            | Kroatië             | 446,4     |
| 50 m geweer drie posities team  | Isabella Straub Jolyn Beer Jaqueline Orth        | Duitsland           | 3521 WR     | Rikke Ibsen Stine Nielsen Stephanie Grundsoee               | Denemarken       | 3518      | Joelia Karimova Polina Chorosjeva Joelia Zykova            | Rusland             | 3510      |
| 300 m geweer liggend            | Bae So-hee                                       | Zuid-Korea          | 592         | Eva Rösken                                                  | Duitsland        | 588       | Silvia Guignard                                            | Zwitserland         | 586       |
| 300 m geweer liggend team       | Eva Rösken Lisa Müller Jolyn Beer                | Duitsland           | 1748        | Bae So-hee Eum Bit-na Bae Sang-hee                          | Zuid-Korea       | 1737 67x  | Silvia Guignard Andrea Brühlmann Marina Schnider           | Zwitserland         | 1737 60x  |
| 300 m geweer drie posities      | Lisa Müller                                      | Duitsland           | 1161 WR 37x | Jolyn Beer                                                  | Duitsland        | 1161 31x  | Elin Ahlin                                                 | Zweden              | 1159      |
| 300 m geweer drie posities team | Lisa Müller Jolyn Beer Eva Rösken                | Duitsland           | 3649 WR     | Franziska Peer Olivia Hofmann Nadine Ungerank               | Oostenrijk       | 3436      | Silvia Guignard Marina Schnider Andrea Brühlmann           | Zwitserland         | 3429      |
| 10 m bewegend doelwit           | Olga Stepanova                                   | Rusland             | 7           | Li Xue Yan                                                  | China            | 5         | Halyna Avramenko                                           | Oekraïne            | 6         |
| 10 m bewegend doelwit team      | Su Li Li Xue Yan Huang Qingqing                  | China               | 1125        | Viktorija Rybovalova Halyna Avramenko Valentyna Gontsjarova | Oekraïne         | 1101      | Irina Izmalkova Olga Stepanova Joeli Ejdenzon              | Rusland             | 1097      |
| kleiduivenschieten skeet        | Caitlin Connor                                   | Verenigde Staten    | 57          | Kim Rhode                                                   | Verenigde Staten | 56        | Amber English                                              | Verenigde Staten    | 46        |
| kleiduivenschieten skeet team   | Amber English Kim Rhode Caitlin Connor           | Verenigde Staten    | 355 WR      | Katiuscia Spada Diana Bacosi Chiara Cainero                 | Italië           | 347       | Andri Eleftheriou Konstantia Nikolaou Panayiota Andreou    | Cyprus              | 345       |
| kleiduivenschieten trap         | Zuzana Štefečeková                               | Slowakije           | 45SO        | Wang Xiaojing                                               | China            | 45        | Silvana Stanco                                             | Italië              | 36        |
| kleiduivenschieten trap team    | Silvana Stanco Jessica Rossi Alessia Iezzi       | Italië              | 343 WR      | Beatriz Martínez Fátima Gálvez Francisca Muñoz              | Spanje           | 342       | Kayle Browning Ashley Carroll Aeriel Skinner               | Verenigde Staten    | 339       |

Mannen
| onderdeel                          | Goud                                                           | Goud             | Goud      | Zilver                                                   | Zilver           | Zilver    | Brons                                                       | Brons            | Brons     |
| onderdeel                          | naam                                                           | land             | resultaat | naam                                                     | land             | resultaat | naam                                                        | land             | resultaat |
| ---------------------------------- | -------------------------------------------------------------- | ---------------- | --------- | -------------------------------------------------------- | ---------------- | --------- | ----------------------------------------------------------- | ---------------- | --------- |
| 10 m luchtpistool                  | Jin Jong-oh                                                    | Zuid-Korea       | 241,5SO   | Artjem Tsjernoesov                                       | Rusland          | 241,5     | Lee Dae-myung                                               | Zuid-Korea       | 220,6     |
| 10 m luchtpistool team             | Lee Dae-myung Jin Jong-oh Han Seung-woo                        | Zuid-Korea       | 1747      | Abhishek Verma Om Prakash Mitharwal Shahzar Rizvi        | India            | 1738      | Artjem Tsjernoesov Denis Koelakov Anton Goerjanov           | Rusland          | 1736      |
| 25 m centraalvuurpistool           | Júlio Almeida                                                  | Brazilië         | 591       | Christian Reitz                                          | Duitsland        | 588       | Pavlo Korostylov                                            | Oekraïne         | 586       |
| 25 m centraalvuurpistool team      | Kim Young-min Kim Jin-il Jang Dae-kyu                          | Zuid-Korea       | 1743      | Clément Bessaguet Alban Pierson Boris Artaud             | Frankrijk        | 1737      | Yao Zhaonan Jin Yongde Zhao Xiankun                         | China            | 1735      |
| 25 m snelvuurpistool               | Lin Junmin                                                     | China            | 32        | Zhang Jian                                               | China            | 31        | Jean Quiquampoix                                            | Frankrijk        | 24        |
| 25 m snelvuurpistool team          | Lin Junmin Zhang Jian Yao Zhaonan                              | China            | 1756 WR   | Oliver Geis Christian Reitz Christian Freckmann          | Duitsland        | 1751      | Kim Jung-hong Song Jong-ho Park Jun-woo                     | Zuid-Korea       | 1745      |
| 25 m standaardpistool              | Pavlo Korostylov                                               | Oekraïne         | 581       | Gurpreet Singh                                           | India            | 579 22x   | Kim Jun-hong                                                | Zuid-Korea       | 579 19x   |
| 25 m standaardpistool team         | Clément Bessaguet Boris Artaud Alban Pierson                   | Frankrijk        | 1716      | Kim Jun-hong Kim Young-min Jang Dae-kyu                  | Zuid-Korea       | 1709      | Pavlo Korostylov Volodymyr Pasternak Oleksandr Petriv       | Oekraïne         | 1704      |
| 10 m luchtgeweer                   | Sergej Kamenski                                                | Rusland          | 248,4     | Petar Gorša                                              | Kroatië          | 247,5     | Miran Maričić                                               | Kroatië          | 227,3     |
| 10 m luchtgeweer team              | Yang Haoran Hui Zicheng Yu Haonan                              | China            | 1887,4 WR | Sergej Kamenski Vladimir Maslennikov Aleksander Drjagin  | Rusland          | 1884,0    | Nam Tae-yun Kim Hyeon-jun Song Soo-joo                      | Zuid-Korea       | 1878,5    |
| 50 m pistool                       | Om Prakash Mitharwal                                           | India            | 564       | Damir Mikec                                              | Servië           | 562       | Lee Dae-myung                                               | Zuid-Korea       | 560       |
| 50 m pistool team                  | Lee Dae-myung Park Dae-hun Han Seung-woo                       | Zuid-Korea       | 1670      | Damir Mikec Dusko Petrov Dimitrije Grgić                 | Servië           | 1667      | Wu Jiayu Pu Qifeng Zhang Bingchen                           | China            | 1661      |
| 50 m geweer liggend                | Steffen Olsen                                                  | Denemarken       | 628,2     | Stian Bogar                                              | Noorwegen        | 627,8     | Thomas Mathis                                               | Oostenrijk       | 627,1     |
| 50 m geweer liggend team           | Daniel Brodmeier Christoph Kaulich Maximilian Dallinger        | Duitsland        | 1869,5    | Matthew Emmons Lucas Kozeniesky Michael McPhail          | Verenigde Staten | 1868,0    | Zhao Zhonghao Sun Jian Liu Gang                             | China            | 1866,8    |
| 50 m geweer drie houdingen         | Tomasz Bartnik                                                 | Polen            | 460,4     | Petar Gorša                                              | Kroatië          | 457,4     | Michael McPhail                                             | Verenigde Staten | 446,9     |
| 50 m geweer drie houdingen team    | Nazar Loeginets Vladimir Maslennikov Sergej Kamenski           | Rusland          | 3535 WR   | Yang Haoran Hui Zicheng Yao Yuncong                      | China            | 3532      | Joeri Sjtsjerbatsevitsj Vitali Boebnovitsj Illja Tsjargejka | Wit-Rusland      | 3526      |
| 300 m standaardgeweer              | Aleksi Leppa                                                   | Finland          | 580       | Karol Olsson                                             | Zweden           | 576 21x   | Odd Arne Brekne                                             | Noorwegen        | 576 13x   |
| 300 m standaardgeweer team         | Odd Arne Brekne Kim Andre Lund Ole-Kristian Bryhn              | Noorwegen        | 1722      | Choi Young-jeon Lee Won-gyu Cheon Min-ho                 | Zuid-Korea       | 1711      | Jan Lochbihler Gilles Dufaux Andrea Rossi                   | Zwitserland      | 1708      |
| 300 m geweer liggend               | Rajmond Debevec                                                | Slovenië         | 592 31x   | Daniel Romańczyk                                         | Polen            | 592 22x   | Josip Kuna                                                  | Kroatië          | 590       |
| 300 m geweer liggend team          | Remi Moren Flores Valérian Sauveplane Michael d'Halluin        | Frankrijk        | 1761      | Gilles Dufaux Jan Lochbihler Marcel Ackermann            | Zwitserland      | 1757      | Ole-Kristian Bryhn Stian Bogar Odd Arne Brekne              | Noorwegen        | 1755      |
| 300 m geweer drie posities         | Aleksi Leppa                                                   | Finland          | 1172      | István Péni                                              | Hongarije        | 1169      | Gilles Dufaux                                               | Zwitserland      | 1167      |
| 300 m geweer drie posities team    | Gernot Rumpler Bernhard Pickl Stefan Rumpler                   | Oostenrijk       | 3469      | Gilles Dufaux Jan Lochbihler Andrea Rossi                | Zwitserland      | 3461      | Alexis Raynaud Michael d'Halluin Valérian Sauveplane        | Frankrijk        | 3459      |
| 10 m bewegend doelwit              | Jesper Nyberg                                                  | Zweden           | 6         | Maksim Stepanov                                          | Rusland          | 3         | Vladislav Prjanisjnikov                                     | Rusland          | 6         |
| 10 m bewegend doelwit team         | Vladislav Prjanisjnikov Maksim Stepanov Vladislav Sjtsjepotkin | Rusland          | 1734      | Pak Myong-won Kwon Kwang-il Jo Yong-chol                 | Noord-Korea      | 1722      | Jesper Nyberg Emil Martinsson Niklas Bergström              | Zweden           | 1718      |
| 10 m bewegend doelwit gemengd      | Tomi-Pekka Heikkila                                            | Finland          | 388       | Łukasz Czapla                                            | Polen            | 386       | Michail Azarenko                                            | Rusland          | 385       |
| 10 m bewegend doelwit gemengd team | Jesper Nyberg Niklas Bergström Emil Martinsson                 | Zweden           | 1147      | Michail Azarenko Maksim Stepanov Vladislav Prjanisjnikov | Rusland          | 1137      | Kwon Kwang-il Jo Yong-chol Pak Myong-won                    | Rusland          | 1135      |
| 50 m bewegend doelwit              | Michail Azarenko                                               | Rusland          | 589SO     | Łukasz Czapla                                            | Polen            | 589       | Tomi-Pekka Heikkila                                         | Finland          | 587       |
| 50 m bewegend doelwit team         | Michail Azarenko Dmitri Romanov Maksim Stepanov                | Rusland          | 1759      | Emil Martinsson Jesper Nyberg Niklas Bergström           | Zweden           | 1756      | Ha Kwang-chul Cho Se-jong Jeong You-jin                     | Zuid-Korea       | 1738      |
| 50 m bewegend doelwit gemengd      | Emil Martinnson                                                | Zweden           | 393       | Michail Azarenko                                         | Rusland          | 392       | Jesper Nyberg                                               | Zweden           | 391       |
| 50 m bewegend doelwit gemengd team | Emil Martinnson Jesper Nyberg Niklas Bergström                 | Zweden           | 1171      | Michail Azarenko Dmitri Romanov Maksim Stepanov          | Rusland          | 1170      | Pak Myong-won Jo Yong-chol Kwon Kwang-il                    | Noord-Korea      | 1163      |
| kleiduivenschieten skeet           | Vincent Hancock                                                | Verenigde Staten | 59 WR     | Erik Watndal                                             | Noorwegen        | 55        | Riccardo Filippelli                                         | Italië           | 46        |
| kleiduivenschieten skeet team      | Emmanuel Petit Éric Delaunay Anthony Terras                    | Frankrijk        | 365       | Riccardo Filippelli Gabriele Rossetti Tammaro Cassandro  | Italië           | 363       | Anton Astachov Aleksander Zemlin Jaroslav Startsev          | Rusland          | 361       |
| kleiduivenschieten trap            | Alberto Fernández                                              | Spanje           | 48        | Erik Varga                                               | Slowakije        | 47        | Abdulrahman Al-Faihan                                       | Koeweit          | 32        |
| kleiduivenschieten trap team       | Abdulrahman Al-Faihan Talal Al-Rashidi Khaled Al-Mudhaf        | Koeweit          | 360       | Glenn Eller Grayson Davey Casey Wallace                  | Verenigde Staten | 360       | Mauro De Filippis Giovanni Pellielo Valerio Grazini         | Italië           | 360       |
| kleiduivenschieten dubbeltrap      | Ankur Mittal                                                   | India            | 140 (+4)  | Yang Yiyang                                              | China            | 140 (+3)  | Hubert Olejnik                                              | Slowakije        | 140 (+1)  |
| kleiduivenschieten dubbeltrap team | Andrea Vescovi Daniele Di Spigino Marco Innocenti              | Italië           | 411       | Yang Yiyang Liu Anlong Qi Ying                           | China            | 410       | Ankur Mittal Asab Mohd Shardul Vihan                        | India            | 409       |

Gemengd
| onderdeel               | Goud                                      | Goud      | Goud      | Zilver                           | Zilver  | Zilver    | Brons                                     | Brons               | Brons     |
| onderdeel               | naam                                      | land      | resultaat | naam                             | land    | resultaat | naam                                      | land                | resultaat |
| ----------------------- | ----------------------------------------- | --------- | --------- | -------------------------------- | ------- | --------- | ----------------------------------------- | ------------------- | --------- |
| 10 m luchtgeweer        | Zhao Ruozhu Yang Haoran                   | China     | 500,9     | Wu Mingyang Song Buhan           | China   | 500,6     | Anastasija Galasjina Vladimir Maslennikov | Rusland             | 434,2     |
| 10 m luchtpistool       | Vitalina Batsarasjkina Artjem Tsjernoesov | Rusland   | 488,1     | Wang Qian Wang Mengyi            | China   | 480,2     | Olena Kostevytsj Oleg Omeltsjoek          | Oekraïne            | 416,7     |
| kleiduivenschieten trap | Zuzana Štefečeková Erik Varga             | Slowakije | 45        | Jekaterina Rabaja Aleksej Alipov | Rusland | 40        | Kirsty Barr Aaron Heading                 | Verenigd Koninkrijk | 33        |

## Medaillespiegel
In onderstaande medaillespiegel zijn uitsluitend resultaten van de senioren opgenomen. Het gastland is in het blauw weergegeven.
| №                 | land             | Goud | Zilver | Brons | totaal |  |
| 1                 | China            | 9    | 9      | 3     | 21     |  |
| 2                 | Rusland          | 8    | 8      | 9     | 25     |  |
| 3                 | Zuid-Korea       | 7    | 4      | 7     | 18     |  |
| 4                 | Duitsland        | 6    | 6      | 3     | 15     |  |
| 5                 | Zweden           | 4    | 2      | 3     | 9      |  |
| 6                 | Verenigde Staten | 3    | 3      | 3     | 8      |  |
| 7                 | India            | 2    | 3      | 1     | 6      |  |
| 8                 | Italië           | 2    | 1      | 3     | 6      |  |
| 8                 | Slowakije        | 2    | 1      | 2     | 5      |  |
| 10                | Finland          | 2    | 0      | 1     | 3      |  |
|                   |                  |      |        |       |        |  |
| overige 18 landen |                  |      |        |       |        |  |